# Mogoșești-Siret
Mogoșești-Siret – wieś w Rumunii, w okręgu Jassy, w gminie Mogoșești-Siret. W 2011 roku liczyła 653 mieszkańców.